# 聖佩德羅德烏拉巴
聖佩德羅德烏拉巴是哥倫比亞的城鎮，位於該國西北部，由安蒂奧基亞省負責管轄，距離首府麥德林415公里，面積476平方公里，海拔高度200米，2002年人口32,781。
8°17′N 76°23′W / 8.283°N 76.383°W